# Rinaldo d'Este, Duce de Modena
Rinaldo d'Este (n. 26 aprilie 1655, Modena, Italia – d. 26 octombrie 1737, Modena, Italia) a fost Duce de Modena și Reggio din 1695 până la moartea sa. A fost succedat de fiul său.

## Biografie
Născut la Palatul Ducal din Modena, a fost singurul fiu din cea de-a treia căsătorie a lui Francesco I d'Este, Duce de Modena. Mama lui a fost Lucrezia Barberini, fiica lui Taddeo Barberini și Anna Colonna.
Creat cardinal în 1686, el a părăsit cariera ecleziastică în 1694 pentru a-i succeda ca duce nepotului său, Francesco al II-lea. S-a căsătorit cu Prințesa Charlotte Felicitas de Brunswick-Lüneburg (1671–1710), fiica cea mare a lui Johann Friedrich, Duce de Brunswick-Lüneburg. A sperat că această căsătorie cu o prințesă germană i-ar oferi sprijinul de la diverse case regale germane, inclusiv al Habsburgilor, care erau rude de sânge cu soția sa.
Rinaldo s-a căsătorit cu Charlotte la Modena la 11 februarie 1696. În ciuda problemelor financiare ale Modenei, nunta a fost extravagantă. S-a comandat artistului Marcantonio Franceschini să picteze o cameră, Salone d'onore la palatul ducal în onoarea acestei căsătorii.
Charlotte a murit la palatul ducal din Modena după nașterea celui de-al șaptelea copil, o fiică, în septembrie 1710. De asemenea, copilul a murit. 
Prima acțiune a lui Rinaldo în calitate de Duce a fost să reducă prețul la cereale și să îmbunătățească condițiile de viață ale țăranilor.
La izbucnirea Războiul Succesiunii Spaniole (1702), el a declarat neutralitatea, dar acest lucru nu a împiedicat trupele franceze să captureze Modena. Ducele a fost forțat să plece la Bologna. În 1707, după un lung asediu, la care Rinaldo a luat parte, trupele germane au alungat pe francezi din capitala sa. În tratatul de pace rezultat, Rinaldo a dobândit ducatul de Mirandola, dar a pierdut Comacchio. În 1721, el a încercat să stabilească relații mai prietenoase cu Franța, prin căsătoria fiului său Francesco cu Charlotte Aglae d'Orléans, fiica lui Philippe d'Orléans, Duce de Orléans, regentul Franței în timpul minoratului regelui Ludovic al XV-lea.
Charlotte Aglaé a primit o zestre imensă de 1,8 milioane de livre, din care jumătate a fost contribuția în numele tânărului rege Ludovic al XV-lea. Din țara sa adoptivă, Charlotte Aglaé a primit un trusou format din diamante și portrete cu viitorul ei soț. Cu toate acestea, mariajul s-a dovedit problematic, în principal din cauza comportamentului imoral al noii sale nore. Pentru a păstra pacea la curte, Rinaldo a trebuit să le construiască lor o reședință separată la Rivalta.
De asemenea, a eșuat în încercarea de a obține Ducat de Parma prin căsătoria fiicei sale, Enrichetta, cu Antonio Farnese, Duce de Parma. În cazul în care ducele murea fără moștenitori, Elisabeta Farnese, regina Spaniei, a achiziționat ducatul pentru fiul ei, Carlos al Spaniei, un membru al Casei de Bourbon.
Rinaldo a fost succedat de fiul său Francesco.

## Descendenți
1. Benedetta Maria Ernesta d'Este (18 august 1697–16 septembrie 1777) a murit celibatară;
2. Francesco d'Este (2 iulie 1698–22 februarie 1780) viitorul Duce de Modena; s-a căsătorit cu Charlotte Aglaé d'Orléans și a avut copii;
3. Amalia Giuseppina d'Este (28 iulie 1699–5 iulie 1778) s-a căsătorit cu marchizul de Villeneuf, nu a avut copii;
4. Gian Federico d'Este (1 septembrie 1700–24 aprilie 1727)
5. Enrichetta d'Este (27 mai 1702–30 ianuarie 1777) s-a căsătorit cu Antonio Farnese, Duce de Parma cu care nu a avut copii; s-a căsătorit cu Leopold, Landgraf de Hesse-Darmstadt, cu care a avut copii
6. Clemente d'Este (20 aprilie 1708–23 aprilie 1708) a murit la 3 zile
7. X d'Este  (septembrie 1710), a murit la naștere
8. Rinaldo de Reggio, Cavaler de Reggio.

1. ↑  Catholic-Hierarchy.org, accesat în 15 octombrie 2020
2. 1 2  Czech National Authority Database, accesat în 14 februarie 2023